# Купранець Ігор Михайлович
Купранець Ігор Михайлович (нар. 27 вересня 1977, у місті Стрий, Україна) — генерал поліції 3-го рангу, кандидат юридичних наук, засновник Департаменту захисту економіки Національної поліції України, український бізнесмен, голова правління інвестиційного фонду "МАРКУС МАКС".

## Життєпис
- Закінчив Національну академію внутрішніх справ (1998) за спеціальністю «правознавство», Магістратуру Академії управління МВС (2008) за спеціальністю «управління у сфері правопорядку», Інститут підготовки кадрів промисловості [Архівовано 1 квітня 2022 у Wayback Machine.]за спеціальністю «фінанси».
- З 1994 по 1995 роки навчався у Львівському інституті внутрішніх справ.
- З 1995 по 1998 роки — курсант Української академії внутрішніх справ.
- У 1998 році починає роботу в органах внутрішніх справ України на посаді слідчого у Стрийському районному відділі Управління МВС України у Львівській області.
- З 1999 року працює на різних посадах у Головному управлінні МВС України в місті Києві — спочатку як слідчий, а згодом як оперуповноважений в особливо важливих справах.
- У 2005 році обіймає посаду заступника начальника відділу в управлінні по боротьбі з організованою злочинністю Головного управління МВС України в місті Києві. Вже через кілька місяців, наприкінці 2005-го, очолює цей відділ. На посаді начальника відділу працює до 2009 року.
- З 2009 по 2010 роки працює заступником начальника управління по боротьбі з організованою злочинністю Головного управління МВС України в місті Києві.
- .У 2011 році продовжує службу вже у Департаменті боротьби з кіберзлочинністю і торгівлею людьми МВС України на посаді заступника
- У 2011 році звільнився з органів.
- З 2014 року обіймає посаду заступника начальника Головного управління по боротьбі з організованою злочинністю МВС України, а вже у 2015-му стає начальником Департаменту протидії злочинності у сфері економіки МВС України.
- Після переведення на службу до Національної поліції України, наприкінці 2015 року стає начальником Департаменту захисту економіки Національної поліції України.
- Наприкінці 2016 року крім посади начальника ДЗЕ стає заступником Голови Національної поліції України. Працює на цій посаді до вересня 2019 року.
- Після звільнення з правоохоронних органів починає працювати в родинному бізнесі свого батька —підприємця з 30-річним досвідом Михайла Купранця.
- З лютого 2021 року є головою правління сімейного інвестиціного фонду "МАРКУС МАКС".[1]

## Підприємницька діяльність
- Після завершення карʼєри в поліції починає роботу в родинному бізнесі батька.
- У лютому 2021 року стає головою правління інвестиційного фонду "МАРКУС МАКС". Відповідає за стратегічне управління, розширення міжнародних партнерств та розвиток інвестиційних проєктів. Основним власником Фонду є Михайло Купранець.
- "МАРКУС МАКС" володіє активами у галузях сільського господарства, генерації зеленої електроенергії, видобутку природного газу та комерційної нерухомості.

## Наукові праці
- Удосконалення оперативно-розшукової профілактики нецільового використання бюджетних коштів;
- Способи учинення незаконного видобування бурштину[2].

## Звання
- Генерал поліції 3-го рангу[3].

## Здобутки
- Був ідейним засновником Департаменту захисту економіки Національної поліції України.
- Реформував напрямок боротьби з економічними злочинами в структурі МВС, що дозволило піти від тиску місцевих чиновників на працівників профільного підрозділу[4].
- Під його керівництвом було здійснено ряд успішних та результативних спецоперацій.
- Лише за три місяці 2017 року в ДЗЕ було задокументовано 974 кримінальних правопорушень у сфері службової діяльності, повідомлено про підозри 558-ми службовцям. До кримінальної відповідальності притягнуто 99 керівників органів влади та управлінь[5].
- Під його керівництвом оперативники ДЗЕ брали участь в одній із наймасштабніших спецоперацій силовиків, за результатами якої було викрито групу посадовців прокуратури, СБУ, поліції, які «дахували» видобування бурштину на Рівненщині[6].